# Останній патрон (фільм)
«Останній патрон» (рум. Ultimul cartuş) — румунський детективний фільм із циклу пригод комісара Романа. Сюжет фільму стрімко змінюється в середині кінострічки, з гангстерського бойовика перетворюючись в політичний детектив. Прем'єра фільму відбулася 28 травня 1973, глядацька аудиторія в Румунії склала 5 млн 521 тис. 968 глядачів.

## Сюжет
Грудень 1945. Як і передбачав покійний Міклован, на судовому засіданні повністю виправдали і відпустили прямо із залу суду негласного короля злочинного світу Бухареста — антиквара Константина Семаку. По виразу обличчя Семаки, що сидить на лаві підсудних, було ясно, що навіть в суді у нього все «схоплено». Комісар Міхай Роман починає розчаровуватися в правових методах здійснення правосуддя. Але в барабані «Сміт-Вессона» у вмираючого Міклована тоді залишився один, останній патрон, і не дарма Роман його приберіг. Семака, залишаючи будівлю суду, супроводжуваний натовпом шанувальників, стикається на сходах з похмурим Романом і пропонує тому обставити його будинок кращими меблями. Але Роман задумливо мовчить і тільки багатозначно підкидає на долоні патрон калібру 38.

## В ролях
- Іларіон Чобану — Міхай Роман, комісар поліції Бухареста
- Себастіян Папаяні — Оарке, брат-близнюк дрібного кишенькового злодія, який загинув в попередньому фільмі
- Джордже Константин — Константин Семака, антиквар, негласний лідер злочинного світу
- Амза Пелля — Жан Семака, великий землевласник

## Галерея

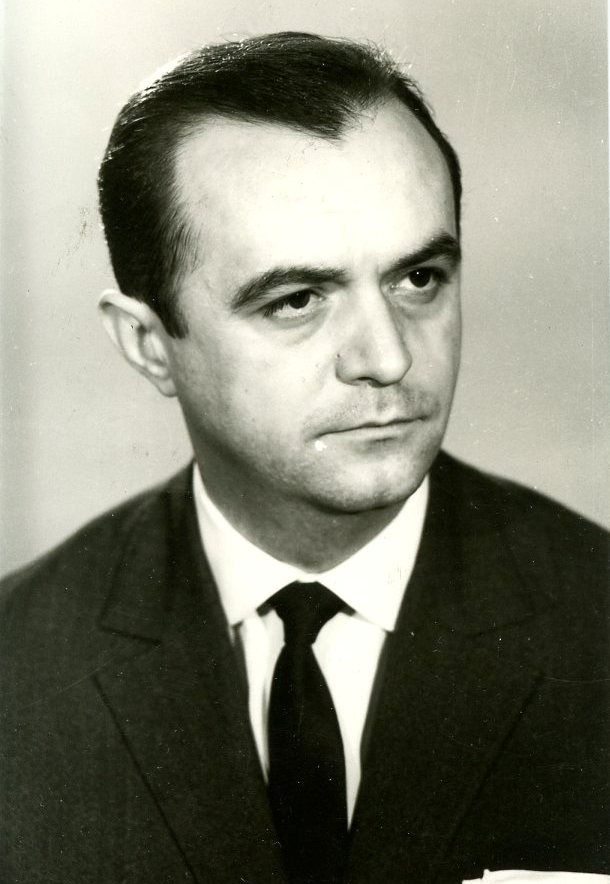
Титус Попович, сценарист
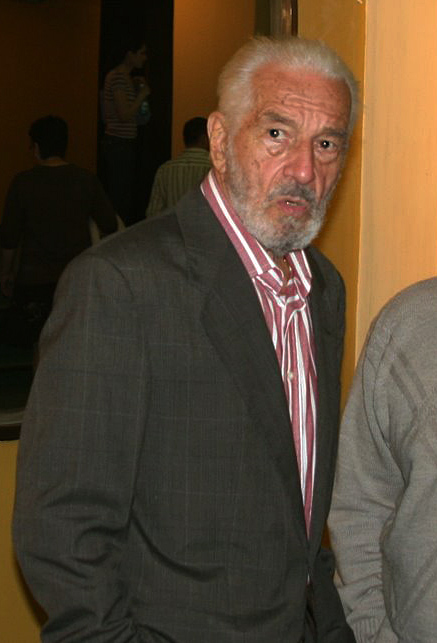
Серджіу Ніколаеску, режисер